# Kraków Krzesławice
Kraków Krzesławice – towarowa stacja kolejowa w Krakowie, w województwie małopolskim, w Polsce.
| Kraków Krzesławice                              |
| Linia 940 Kraków Nowa Huta – Kraków Krzesławice |
| Kraków Nowa Huta                                |